# Aminata Bocoum
Pour les articles homonymes, voir Bocoum.
Aminata Bocoum, née le 7 avril 1984 à Abidjan, est une entrepreneuse, communicante et promotrice de festivals malienne.
Connue pour être pluridisciplinaire et active dans le milieu des affaires malien, Moussa Cissé, auteur et diplomate en poste à l’UNESCO la compte parmi les 24 femmes entrepreneurs les plus dynamiques de son pays.
Elle fait partie du classement des 27 entrepreneurs de Orange Mali. Elle reçoit le Prix africain des jeunes chefs d'entreprises privées décerné par l'ONG Afrique et Mérites en octobre 2021 ainsi que le Prix de la diplomatie culturelle en décembre 2021 au Burkina Faso, ce qui lui vaut le titre honorifique d'ambassadrice culturelle.

## Biographie

### Famille et Formation
Issue d'une famille peule[réf. nécessaire], Aminata Bocoum née en Côte d'Ivoire. Elle est la petite fille de Baréma Bocoum, premier ministre des Affaires étrangères du Mali, ancien député-maire de Mopti et l’un des trois Maliens à siéger à l'Assemblée nationale française.
Elle est titulaire d'un master en communication d'entreprise, d'une licence en merchandising, d'un brevet de technicien supérieur en marketing et commerce international ainsi que d'une master 2 en communication marketing.

### Carrière professionnelle
À la fin de ses études, elle intègre le réseau d'agences globales de publicité Draftfcb en tant que responsable des comptes. Puis, en 2011, elle rejoint l’équipe d'Orange Mali en tant que chef de la publicité et de la communication commerciale, marque et média. Aminata Bocoum y reste sept ans et devient la directrice générale de Havas Média Mali en 2016[réf. souhaitée].
Engagée dans la lutte contre le chômage, elle promeut des festivals de valorisation culturelle et entrepreneuriale comme Festi'Bazin, mettant en valeur le bazin et ses métiers, Festival Diby, valorisant les différentes méthodes de grillade régionales, le Festival Hallal, une grande foire du ramadan, un marché éphémère qui permet de s'approvisionner à des prix promotionnels, en partenariats avec les plus grandes enseignes et distributeurs agro-alimentaires du pays..

### Vie associative
Sensible à la lutte pour l'autonomisation des femmes, elle fonde l’association Entrepreun'elles pour encourager l'entreprenariat féminin.
Elle et ses partenaires du Festi'Bazin ont créé 50 emplois dans les domaines de la coupe, de la couture et de la teinture grâce à des bourses d'études.